# Bloois

Wapen van Bloois

Bloois (ook geschreven als onder andere Blois, Bloys, Bloijs en Beloys) is een voormalige heerlijkheid en gemeente in Schouwen-Duiveland in de Nederlandse provincie Zeeland, tussen Brouwershaven en Zonnemaire. Bloois werd ingedijkt in 1425 en behoorde tot 1687 bij Holland. De naam Bloois komt van de familie Van Bloois, de eigenaren van de grond.